# Jak Loum
Jak Loum (kambodžsky បឹងយក្សឡោម) je jezero v provincii Ratanakiri na severovýchodě Kambodže. Nachází se ve vzdálenosti 5 km od centra provincie Banlungu. Má rozlohu 40,7 ha. Maximální hloubka dosahuje 48 m.

## Pobřeží
Jezero se nachází v kráteru, jehož stáří je 4000 let. Má tvar téměř přesného kruhu o průměru 0,72 km.

## Vlastnosti vody
Voda v jezeře je neobyčejně čistá a průzračná.

## Fauna a flóra
V okolí jezera rostou velké stromy v bohatém a svěžím lese, který je domovem mnoha exotických ptáků a papoušků.

## Využití
Jezero je oblíbeným turistickým cílem.